# Sapna
Sapna är en kommun i Bosnien och Hercegovina.   Den ligger i entiteten Federationen Bosnien och Hercegovina, i den östra delen av landet, 90 km nordost om huvudstaden Sarajevo.